# Madrasa as-Salihiyya
 (mars 2025).
Madrasa as-Salihiyya est une madrassa et un mausolée du sultan ayyubide Malik al-Salih Ayyoub au Caire en Égypte. Le complexe fut construit en 1242, et le mausolée en 1249. L’historien Ahmad al-Maqrîzî décrit déjà son histoire.
Cette madrassa a de particulier de comporter un minaret.

## Voir également
- Architecture mamelouke

## Référence
- (en) Cairo of the Mamluks, D. Behrens-Abouseif, Ed. I.B.Tauris, 2007, P-113-114
- (en) D. Hill et L. Golvin, Islamic Architecture in North Africa (AD-800-1500), Faber and Faber, 1976, PP-83.